# Åbo hamn

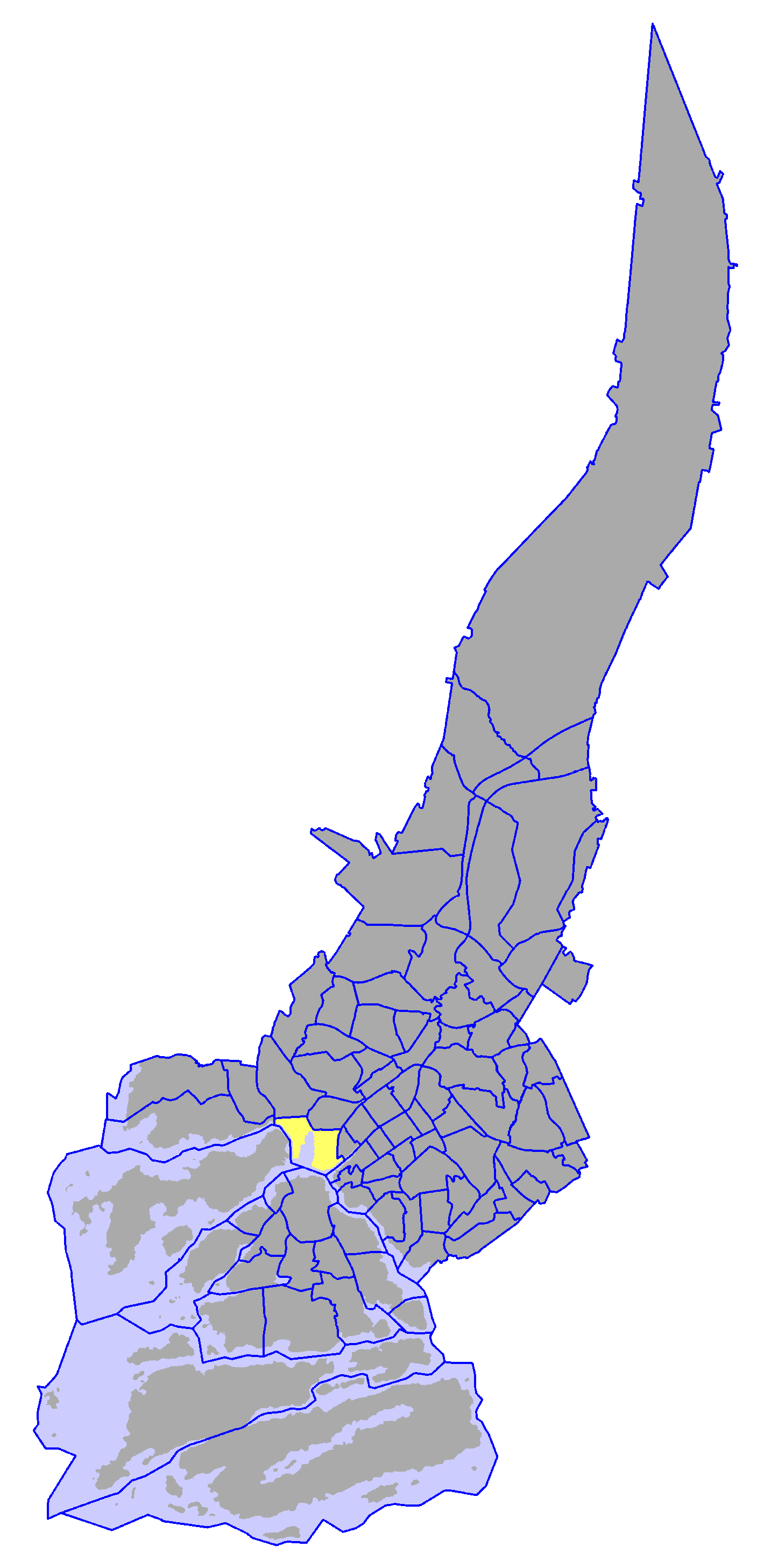
Åbo hamn markerad på karta över Åbo.

Åbo hamn (finska: Turun satama) är Finlands äldsta hamn och omnämns så tidigt som 1154 i den arabiske geografen Abu Abd Allah Muhammad al-Idrisis bok Kitab Rudjar. Varje år passerar över fyra miljoner passagerare hamnen, främst till Sverige med Silja Lines och Viking Lines fartyg, men det finns också förbindelser till bland annat Tyskland.
Åren 1990–2011 hade Åbo hamn tågfärjetrafik med Stockholm, med annan spårvidd.
Hamnen ligger vid Aura ås mynning invid Åbo slott och Forum Marinum, 2,5–3 km sydväst om Salutorget, som är knutpunkt för stadsbussarna i Åbo. Busslinje nummer 1 till torget och flygfältet har hållplatser utanför Silja Lines och Viking Lines passagerarterminaler. Det finns också en busstation och en järnvägsstation vid passagerarterminalerna. Tågförbindelserna går via Åbo centralstation mot Helsingfors och Tammerfors, bussförbindelserna också mot bland annat Raumo och Björneborg.
Inloppet till hamnen går från Erstan mellan öarna Runsala och Hirvensalo.

## Fartyg som trafikerar hamnen
| Fartygsvarv | Fartyg              | Rutt                            |
| ----------- | ------------------- | ------------------------------- |
| Silja Line  | M/S Baltic Princess | Åbo–Mariehamn/Långnäs–Stockholm |
| Viking Line | M/S Viking Grace    | Åbo–Mariehamn/Långnäs–Stockholm |
| Viking Line | M/S Viking Glory    | Åbo–Mariehamn/Långnäs–Stockholm |